# Distretto di Longgang
Il distretto di Longgang (龙岗区S, Lónggǎng QūP) è un distretto della Cina, situato nella provincia del Guangdong e amministrato dalla città di Shenzhen.